# Orlandina Basket 2017-2018
Questa voce raccoglie le informazioni riguardanti l'Orlandina Basket nelle competizioni ufficiali della stagione 2017-2018.

## Stagione
La stagione 2017-2018 dell'Orlandina Basket sponsorizzata Betaland, è la 7ª nel massimo campionato italiano di pallacanestro, la Serie A.
Il 2 novembre viene raggiunto un accordo con Dustin Hogue, tuttavia il 28 novembre la squadra non riesce a completare il tesseramento dato che il giocatore era ancora legato ai Goyang Orions che lo avevano selezionato durante l’estate.
Il 2 aprile viene ufficializzato l'esonero di Gennaro Di Carlo, sostituito da Andrea Mazzon.

## Roster
Aggiornato al 24 agosto 2017.
| Betaland Capo d'Orlando 2017-18 | Betaland Capo d'Orlando 2017-18 |
| Giocatori                       | Staff tecnico                   |
| ------------------------------- | ------------------------------- |

| N. | Naz.                                     | Ruolo | Nome                    | Anno | Alt.   | Peso   |  |
| -- | ---------------------------------------- | ----- | ----------------------- | ---- | ------ | ------ |  |
| 0  | Italia (bandiera)                        | P     | Giorgio Galipò          | 1999 | 175 cm | 70 kg  |  |
| 1  | Italia (bandiera)                        | G     | Mirza Alibegović        | 1992 | 195 cm | 85 kg  |  |
| 1  | Stati Uniti (bandiera)                   | PG    | Adam Smith              | 1992 | 185 cm | 77 kg  |  |
| 2  | Stati Uniti (bandiera)                   | G     | Nick Faust              | 1993 | 198 cm | 93 kg  |  |
| 3  | Stati Uniti (bandiera)                   | P     | Eric Maynor             | 1987 | 193 cm | 88 kg  |  |
| 4  | Slovacchia (bandiera)                    | P     | Mário Ihring            | 1998 | 192 cm | 80 kg  |  |
| 6  | Turchia (bandiera) · Germania (bandiera) | P     | Engin Atsür             | 1984 | 189 cm | 91 kg  |  |
| 7  | Francia (bandiera)                       | AG    | Damien Inglis           | 1995 | 203 cm | 112 kg |  |
| 8  | Lituania (bandiera)                      | A     | Arnoldas Kulboka        | 1998 | 205 cm | 95 kg  |  |
| 9  | Italia (bandiera)                        | P     | Matteo Laganà           | 2000 | 189 cm | 83 kg  |  |
| 11 | Russia (bandiera)                        | AG    | Valerij Lichodej        | 1986 | 204 cm | 100 kg |  |
| 12 | Lettonia (bandiera)                      | GA    | Artūrs Strautiņš        | 1998 | 198 cm | 100 kg |  |
| 12 | Italia (bandiera)                        | AC    | Luca Campani            | 1990 | 208 cm | 98 kg  |  |
| 13 | Croazia (bandiera)                       | C     | Mario Delaš (C)         | 1990 | 207 cm | 106 kg |  |
| 14 | Canada (bandiera)                        | G     | Justin Edwards          | 1992 | 190 cm | 90 kg  |  |
| 15 | Svezia (bandiera)                        | AP    | Anton Gaddefors         | 1989 | 200 cm | 85 kg  |  |
| 18 | Polonia (bandiera) · Italia (bandiera)   | C     | Jakub Wojciechowski     | 1990 | 213 cm | 112 kg |  |
| 23 | Serbia (bandiera)                        | AP    | Vojislav Stojanović (C) | 1997 | 199 cm | 98 kg  |  |
| 24 | Stati Uniti (bandiera)                   | C     | Justin Knox             | 1989 | 206 cm | 105 kg |  |
| 33 | Ucraina (bandiera)                       | A     | Denys Jakovlev          | 1986 | 201 cm | 98 kg  |  |
| 73 | Italia (bandiera)                        | C     | Andrea Donda            | 1999 | 210 cm | 100 kg |  |
| -  | Italia (bandiera)                        | A     | Christopher Egwoh       | 2000 | 193 cm | 98 kg  |  |
| -  | Italia (bandiera)                        |       | Giancarlo Galipò        | 2000 |        |        |  |
| -  | Italia (bandiera)                        | G     | Francesco Carlo Stella  | 1999 | 180 cm | 70 kg  |  |
| -  | Italia (bandiera)                        | P     | Antonio Zanatta         | 2000 | 192 cm | 80 kg  |  |

| Allenatore                                                                                 |
| - Andrea Mazzon (dal 3 aprile) - Gennaro Di Carlo (fino al 2 aprile)                       |
| Assistente/i                                                                               |
| - Nicola Brienza - David Sussi Legenda - (C) Capitano - (IN) Inattivo - Infortunato Roster |

## Mercato

### Sessione estiva
| Acquisti | Acquisti            | Acquisti        | Acquisti      | Acquisti |
| R.       | Nome                | da              | Modalità      |          |
| -------- | ------------------- | --------------- | ------------- | -------- |
| AG       | Corrado Bianconi    | Domodossola     | fine prestito |          |
| ALL      | Nicola Brienza      | Lugano Tigers   | definitivo    |          |
| AC       | Jakub Wojciechowski | Vanoli Cremona  | definitivo    |          |
| AP       | Arnoldas Kulboka    | Bamberger       | prestito      |          |
| P        | Gary Talton         | Rethymno        | definitivo    |          |
| G        | Justin Edwards      | Alba Fehérvár   | definitivo    |          |
| GA       | Artūrs Strautiņš    | Pall. Reggiana  | definitivo    |          |
| AG       | Damien Inglis       | Westch. Knicks  | definitivo    |          |
| G        | Mirza Alibegović    | Auxilium Torino | definitivo    |          |
| P        | Matteo Laganà       | Olimpia Milano  | definitivo    |          |
| AP       | Denys Jakovlev      | Turów Zgorzelec | definitivo    |          |
| P        | Engin Atsür         | Alba Berlino    | definitivo    |          |

| Cessioni | Cessioni           | Cessioni        | Cessioni       | Cessioni |
| R.       | Nome               | a               | Modalità       |          |
| -------- | ------------------ | --------------- | -------------- | -------- |
| AC       | Antonio Iannuzzi   | Auxilium Torino | fine contratto |          |
| ALL      | Flavio Fioretti    | Vanoli Cremona  | fine contratto |          |
| C        | Sandro Nicević     |                 | ritirato       |          |
| AG       | Corrado Bianconi   | Robur Varese    | fine contratto |          |
| G        | Drake Diener       | Vanoli Cremona  | fine contratto |          |
| A        | Dominique Archie   | Bnei Herzliya   | fine contratto |          |
| P        | Tommaso Laquintana | Pistoia Basket  | fine contratto |          |
| PG       | Nikola Ivanović    | AEK Atene       | fine prestito  |          |
| AP       | Jānis Bērziņš      | Free agent      | fine contratto |          |
| AP       | Milenko Tepić      | N.B. Brindisi   | fine contratto |          |
| GA       | Paweł Kikowski     | W.M. Szczecin   | fine contratto |          |
| P        | Gary Talton        | Lietkabelis     | rescissione    |          |

### Dopo l'inizio della stagione
| Acquisti | Acquisti         | Acquisti        | Acquisti         | Acquisti       |
| R.       | Nome             | da              | data             | Modalità       |
| -------- | ---------------- | --------------- | ---------------- | -------------- |
| P        | Eric Maynor      | Free agent      | 20 novembre 2017 | definitivo     |
| AC       | Luca Campani     | Free agent      | 26 gennaio 2018  | fine contratto |
| G        | Nick Faust       | Free agent      | 1 febbraio 2018  | definitivo     |
| AG       | Valerij Lichodej | Nevėžis         | 23 febbraio 2018 | definitivo     |
| C        | Justin Knox      | Levski Sofia    | 6 marzo 2018     | definitivo     |
| PG       | Adam Smith       | G.M. OrziBasket | 27 marzo 2018    | definitivo     |
| ALL      | Andrea Mazzon    | Free agent      | 3 aprile 2018    | definitivo     |
| AP       | Anton Gaddefors  | M.S. Krosno     | 7 maggio 2018    | definitivo     |

| Cessioni | Cessioni            | Cessioni        | Cessioni         | Cessioni                |
| R.       | Nome                | a               | data             | Modalità                |
| -------- | ------------------- | --------------- | ---------------- | ----------------------- |
| AG       | Damien Inglis       | Free agent      | 19 ottobre 2017  | risoluzione consensuale |
| GA       | Artūrs Strautiņš    | G.M. OrziBasket | 16 novembre 2017 | prestito                |
| G        | Justin Edwards      | Goyang Orions   | 20 novembre 2017 | definitivo (50000 $)    |
| C        | Mario Delaš         | Pall. Varese    | 14 febbraio 2018 | risoluzione             |
| A        | Denys Jakovlev      | Ventspils       | 18 febbraio 2018 | fine contratto          |
| G        | Mirza Alibegović    | Derthona Basket | 21 febbraio 2018 | risoluzione             |
| C        | Jakub Wojciechowski | Włocławek       | 14 marzo 2018    | risoluzione             |
| P        | Mário Ihring        | Włocławek       | 14 marzo 2018    | prestito                |
| P        | Eric Maynor         | Free agent      | 22 marzo 2018    | risoluzione             |

## Statistiche
Le statistiche ufficiali della Lega Basket Serie A in campionato.
| Giocatore              | Partite | Partite | Pun  | SF | Min  | Falli | Falli | Tiri da 2 | Tiri da 2 | Tiri da 2 | Sc | Tiri da 3 | Tiri da 3 | Tiri da 3 | Tiri Liberi | Tiri Liberi | Tiri Liberi | Rimbalzi | Rimbalzi | Rimbalzi | Stop | Stop | Palle | Palle | Ass | Val  | Val   | A+dP | +/-   |
| Giocatore              | PR      | G       | Pun  | SF | Min  | C     | S     | R         | T         | %         | Sc | R         | T         | %         | R           | T           | %           | O        | D        | T        | D    | S    | P     | R     | Ass | Lega | OER   | A+dP | +/-   |
| ---------------------- | ------- | ------- | ---- | -- | ---- | ----- | ----- | --------- | --------- | --------- | -- | --------- | --------- | --------- | ----------- | ----------- | ----------- | -------- | -------- | -------- | ---- | ---- | ----- | ----- | --- | ---- | ----- | ---- | ----- |
| KULBOKA Arnoldas       | 30      | 29      | 241  | 24 | 756  | 32    | 43    | 28        | 77        | 36.4      | 2  | 47        | 128       | 36.7      | 44          | 54          | 81.5        | 9        | 92       | 101      | 5    | 4    | 40    | 26    | 20  | 220  | 0.822 | 6    | -293  |
| ATSUR Engin            | 30      | 29      | 237  | 20 | 762  | 64    | 59    | 48        | 83        | 57.8      | 0  | 39        | 117       | 33.3      | 24          | 36          | 66.7        | 15       | 59       | 74       | 1    | 5    | 55    | 19    | 95  | 236  | 0.814 | 59   | -239  |
| STOJANOVIC Vojislav    | 18      | 18      | 202  | 13 | 509  | 54    | 51    | 61        | 118       | 51.7      | 3  | 19        | 64        | 29.7      | 23          | 49          | 46.9        | 18       | 73       | 91       | 10   | 7    | 37    | 9     | 78  | 215  | 0.819 | 50   | -152  |
| WOJCIECHOWSKI Jakub    | 21      | 21      | 186  | 6  | 449  | 47    | 38    | 70        | 112       | 62.5      | 13 | 7         | 37        | 18.9      | 25          | 36          | 69.4        | 36       | 92       | 128      | 8    | 2    | 26    | 7     | 24  | 233  | 0.900 | 5    | -134  |
| IKOVLEV Denis          | 19      | 19      | 157  | 13 | 529  | 32    | 35    | 45        | 86        | 52.3      | 0  | 18        | 62        | 29.0      | 13          | 19          | 68.4        | 15       | 65       | 80       | 4    | 4    | 34    | 19    | 28  | 162  | 0.781 | 13   | -159  |
| FAUST Nicholas         | 13      | 13      | 144  | 10 | 343  | 37    | 35    | 47        | 84        | 56.0      | 10 | 9         | 46        | 19.6      | 23          | 32          | 71.9        | 15       | 44       | 59       | 8    | 4    | 23    | 8     | 29  | 136  | 0.869 | 14   | -138  |
| ALIBEGOVIC Mirza       | 19      | 19      | 133  | 3  | 371  | 42    | 33    | 13        | 37        | 35.1      | 1  | 26        | 76        | 34.2      | 29          | 36          | 80.6        | 10       | 30       | 40       | 1    | 1    | 12    | 6     | 18  | 95   | 0.864 | 12   | -82   |
| KNOX Justin            | 8       | 8       | 131  | 8  | 235  | 24    | 36    | 54        | 94        | 57.4      | 13 | 2         | 3         | 66.7      | 17          | 31          | 54.8        | 20       | 46       | 66       | 7    | 5    | 17    | 4     | 7   | 150  | 0.996 | -6   | -62   |
| DELAS Mario            | 19      | 19      | 129  | 17 | 429  | 64    | 47    | 58        | 105       | 55.2      | 2  | 0         | 5         | 0.0       | 13          | 26          | 50.0        | 38       | 55       | 93       | 3    | 4    | 36    | 9     | 26  | 138  | 0.760 | -1   | -162  |
| LIKHODEY Valery        | 10      | 10      | 116  | 8  | 289  | 24    | 26    | 22        | 45        | 48.9      | 2  | 18        | 45        | 40.0      | 18          | 19          | 94.7        | 15       | 30       | 45       | 6    | 1    | 13    | 10    | 15  | 129  | 0.919 | 12   | -67   |
| MAYNOR Eric            | 13      | 13      | 110  | 13 | 382  | 26    | 16    | 22        | 53        | 41.5      | 0  | 20        | 62        | 32.3      | 6           | 12          | 50.0        | 3        | 31       | 34       | 0    | 5    | 38    | 4     | 69  | 85   | 0.652 | 35   | -164  |
| EDWARDS Justin         | 8       | 8       | 107  | 8  | 232  | 22    | 19    | 34        | 57        | 59.6      | 2  | 7         | 26        | 26.9      | 18          | 25          | 72.0        | 11       | 35       | 46       | 3    | 2    | 24    | 15    | 26  | 119  | 0.849 | 17   | -42   |
| CAMPANI Luca           | 14      | 13      | 97   | 2  | 200  | 26    | 47    | 34        | 54        | 63.0      | 4  | 1         | 6         | 16.7      | 26          | 38          | 68.4        | 23       | 14       | 37       | 4    | 3    | 7     | 2     | 5   | 119  | 0.952 | 0    | -63   |
| SMITH Adam             | 7       | 7       | 87   | 2  | 217  | 16    | 16    | 18        | 46        | 39.1      | 1  | 14        | 36        | 38.9      | 9           | 13          | 69.2        | 3        | 16       | 19       | 0    | 3    | 15    | 4     | 22  | 60   | 0.834 | 11   | -76   |
| IHRING Mario           | 18      | 17      | 47   | 0  | 200  | 25    | 25    | 16        | 35        | 45.7      | 1  | 1         | 14        | 7.1       | 12          | 16          | 75.0        | 2        | 16       | 18       | 0    | 4    | 23    | 11    | 19  | 32   | 0.609 | 7    | -41   |
| INGLIS Damien          | 3       | 3       | 18   | 3  | 69   | 7     | 5     | 6         | 20        | 30.0      | 0  | 1         | 5         | 20.0      | 3           | 5           | 60.0        | 5        | 11       | 16       | 1    | 1    | 13    | 3     | 4   | 6    | 0.376 | -6   | -52   |
| DONDA Andrea           | 27      | 5       | 7    | 0  | 15   | 2     | 3     | 2         | 8         | 25.0      | 0  | 0         | 0         | 0.0       | 3           | 5           | 60.0        | 6        | 2        | 8        | 0    | 2    | 0     | 0     | 1   | 7    | 0.520 | 1    | -1    |
| STRAUTINS Arturs       | 4       | 3       | 4    | 0  | 10   | 3     | 3     | 1         | 1         | 100.0     | 0  | 0         | 1         | 0.0       | 2           | 3           | 66.7        | 1        | 0        | 1        | 0    | 0    | 3     | 0     | 0   | 0    | 0.381 | -3   | 2     |
| LAGANÀ Matteo          | 28      | 8       | 0    | 0  | 41   | 3     | 2     | 0         | 0         | 0.0       | 0  | 0         | 5         | 0.0       | 0           | 0           | 0.0         | 0        | 3        | 3        | 0    | 0    | 5     | 1     | 0   | -7   | 0.000 | -4   | -22   |
| GALIPÒ Giorgio         | 20      |         | 0    | 0  | 0    | 0     | 0     | 0         | 0         | 0.0       | 0  | 0         | 0         | 0.0       | 0           | 0           | 0.0         | 0        | 0        | 0        | 0    | 0    | 0     | 0     | 0   | 0    | 0.000 | 0    | 0     |
| GALIPO' Giancarlo      | 10      |         | 0    | 0  | 0    | 0     | 0     | 0         | 0         | 0.0       | 0  | 0         | 0         | 0.0       | 0           | 0           | 0.0         | 0        | 0        | 0        | 0    | 0    | 0     | 0     | 0   | 0    | 0.000 | 0    | 0     |
| CARLO STELLA Francesco | 9       |         | 0    | 0  | 0    | 0     | 0     | 0         | 0         | 0.0       | 0  | 0         | 0         | 0.0       | 0           | 0           | 0.0         | 0        | 0        | 0        | 0    | 0    | 0     | 0     | 0   | 0    | 0.000 | 0    | 0     |
| EGWOH Christopher      | 4       |         | 0    | 0  | 0    | 0     | 0     | 0         | 0         | 0.0       | 0  | 0         | 0         | 0.0       | 0           | 0           | 0.0         | 0        | 0        | 0        | 0    | 0    | 0     | 0     | 0   | 0    | 0.000 | 0    | 0     |
| GADDEFORS John Anton   | 1       | 1       | 0    | 0  | 12   | 3     | 0     | 0         | 0         | 0.0       | 0  | 0         | 2         | 0.0       | 0           | 0           | 0.0         | 0        | 2        | 2        | 0    | 0    | 0     | 0     | 0   | -3   | 0.000 | 0    | -18   |
| ZANATTA Antonio        | 1       |         | 0    | 0  | 0    | 0     | 0     | 0         | 0         | 0.0       | 0  | 0         | 0         | 0.0       | 0           | 0           | 0.0         | 0        | 0        | 0        | 0    | 0    | 0     | 0     | 0   | 0    | 0.000 | 0    | 0     |
| Squadra                | 30      |         |      |    |      | 6     |       |           |           |           |    |           |           |           |             |             |             | 20       | 50       | 70       |      |      | 11    |       |     | 53   |       |      |       |
| Totali                 | Totali  | Totali  | 2153 |    | 6050 | 553   | 539   | 579       | 1115      | 51.9      | 54 | 229       | 740       | 30.9      | 308         | 455         | 67.7        | 265      | 766      | 1031     | 61   | 57   | 432   | 157   | 486 | 2185 | 0.856 | 222  | -1965 |